# Distrikt Andahuaylillas

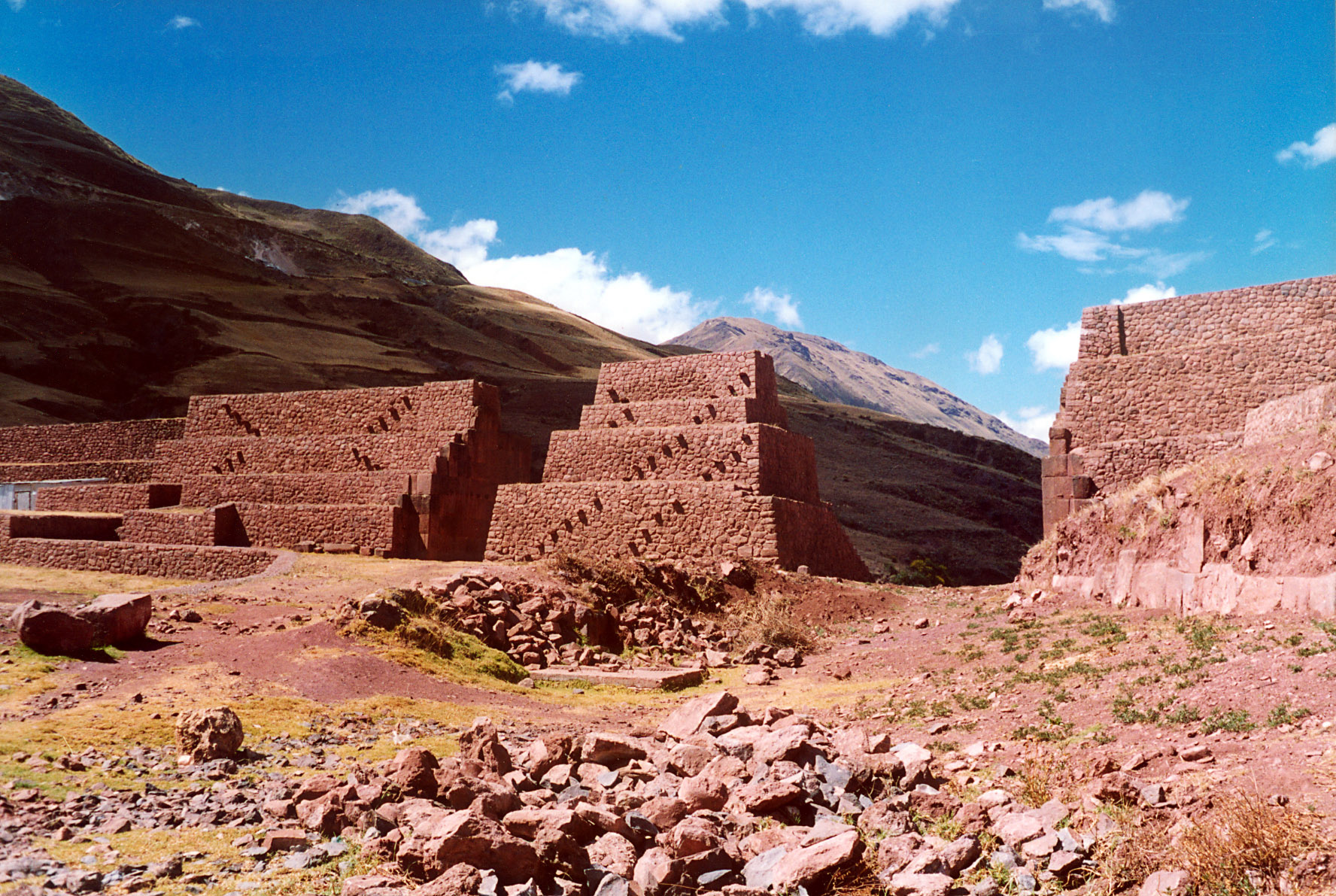
Rumicolca

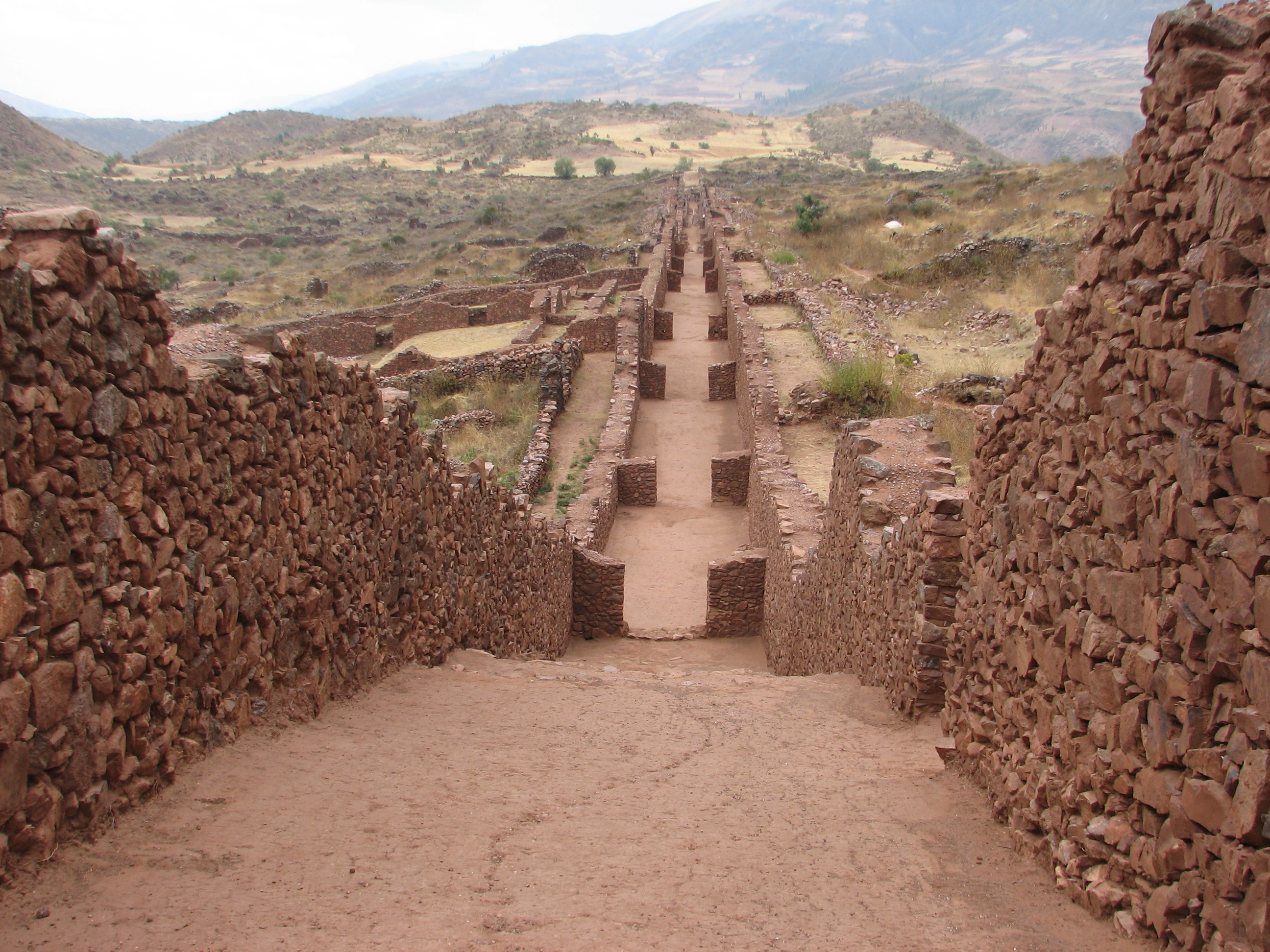
Pikillaqta

Der Distrikt Andahuaylillas liegt in der Provinz Quispicanchi der Region Cusco in Südzentral-Peru. Der Distrikt wurde am 2. Januar 1857 gegründet. Er hat eine Fläche von 84,6 km². Beim Zensus 2017 lebten 5797 Einwohner im Distrikt. Im Jahr 1993 lag die Einwohnerzahl bei 4343, im Jahr 2007 bei 4940. Die Distriktverwaltung befindet sich in der Kleinstadt Andahuaylillas mit 2857 Einwohnern (Stand 2017). Andahuaylillas liegt etwa 36 km ostsüdöstlich der Regionshauptstadt Cusco.

## Geographische Lage
Der Distrikt Andahuaylillas befindet sich in den Anden im Westen der Provinz Quispicanchi. Die 3121 m hoch gelegene Kleinstadt Andahuaylillas befindet sich am linken Flussufer des Río Vilcanota (Oberlauf des Río Urubamba), der den nördlichen Teil des Distrikts in nordwestlicher Richtung durchquert. Im Westen des Distrikts befinden sich die archäologischen Fundplätze Pikillaqta und Rumicolca (Rumi Qullqa).
Der Distrikt Andahuaylillas grenzt im Westen an den Distrikt Lucre, im Norden an den  Distrikt Caicay (Provinz Paucartambo), im Osten an den Distrikt Urcos, im Südosten an den Distrikt Huaro sowie im Südwesten an den Distrikt Rondocan (Provinz Acomayo).

## Sehenswürdigkeiten
Besuchenswert ist die am Ende des 16. Jahrhunderts im Kolonialstil erbaute und später erweiterte katholische Pfarrkirche San Pedro in Andahuaylillas. Sie wurde auf Initiative des damaligen Pfarrers, Juan Pérez Bocanegra, ab 1618 ausgeschmückt, unter anderem mit Wandmalereien und einer prächtig ausgestalteten Decke. Sie wird die „Sixtinische Kapelle der Anden“ genannt.